# Eurodryas koloswarensis
Eurodryas koloswarensis är en fjärilsart som beskrevs av Mathias Piller och Mittepacher 1783. Eurodryas koloswarensis ingår i släktet Eurodryas och familjen praktfjärilar. Inga underarter finns listade i Catalogue of Life.